# Болтик (повесть)
Болтик — повесть детского писателя Владислава Крапивина.

## Сюжет
Повествует о сложном, тайном, и по-своему прекрасном внутреннем мире школьника-третьеклассника Максима Рыбкина.
События развиваются в течение одного дня.
Незадолго до этого, музыкальный педагог обнаружил в казалось бы рядовом хористе Максиме талант, и пригласил мальчика быть солистом при исполнении героической песни «Первый полёт». В день, описанный в рассказе, должна состояться запись выступления для местного телевидения. Максим выходит из дома очень рано, он уже наряжен в красивый концертный костюм.
Реальная жизнь у паренька далека от геройской — его постоянно обижают школьные хулиганы, а учителя и вожатые, как считает Максим, создали из хулиганов что-то вроде актива для усмирения остальных подростков.
По дороге на телестудию Максим получает талисман - случайно найденный на дороге болтик. Максим сжимает его в руке «для крепкости».
Вскоре главному герою предстоит исполнять песню про первый полёт, запись проходит успешно. На записи Максим встречает незнакомого мальчика, играющего на тарелках в оркестре, чувствует к нему симпатию, хочет с ним дружить, но случайное знакомство прерывается. Максим должен идти в парк, на ежегодный праздник.
Максим мечтает совершить не вымышленный, а реальный подвиг — и этот случай ему предоставляется. По дороге в парке в одном из ветхих домов на пути Максима возникает пожар. Максим, сжимая болтик в кулаке, несмотря на страх высоты, проникает в дом и ликвидирует угрозу. Однако хозяйка квартиры неожиданно обвиняет подростка в воровстве. Пожилой отставной лётчик, случайный знакомый Максима, сумел по-военному грубо осадить вздорную женщину, но крайне неприятный осадок остался.
Дальше Максим сумел дать достойный отпор школьным хулиганам и одержать победу в столкновении с вожатой. Одна из школьниц, которая, как и Максим, была «не от мира сего», предложила мальчику дружбу и пустила его в своё «тайное убежище» — оборудованную землянку на берегу реки.

Максим верил, что его успехи связаны с болтиком, но мечта о подвиге оставалась нереализованной. Поздно вечером Максим знакомится с ребятами старше себя, которые оказались экспериментаторами в области построения движущейся на парусном ходу колесной машины. И Максим совершил свой подвиг — отдал свой талисман, болтик, ребятам — такая простая деталь оказалась необходимой для скрепления кустарной конструкции. В награду Максим совершает с новыми друзьями свой первый полёт и встречает мальчика из телецентра, Веньку: 
- Это ты! - сказал Максим.

- А  это  ты!  -  весело отозвался Венька.  -  Я  сразу понял,  когда сказали, что Максим...    

## Адаптации
- В 1986 году Одесской киностудией по мотивам «Болтика» был снят детский фильм «Удивительная находка или самые обыкновенные чудеса» (реж. Марк Толмачёв)[1]. По воспоминаниям Владислава Крапивина, киностудия сильно переработала сценарий без его ведома. В итоге писатель потребовал убрать своё имя из титров[2].
- По повести был поставлен радиоспектакль «Песня о первом полёте» (читает Георгий Куликов)[3].